# Coupe d'Europe des lancers 2018
Navigation
Édition précédente Édition suivante
La Coupe d'Europe des lancers 2018 se déroule les 10 et 11 mars 2018 à Leiria au Portugal au Stade municipal de Leiria - Dr. Magalhães Pessoa.
Un total de 291 athlètes représentant 39 fédérations membres ainsi qu'une délégation de 7 athlètes neutres autorisés (ANA) participent à 16 épreuves.

## Résultats
La Coupe d'Europe est remportée chez les hommes par l'Ukraine avec 4 225 points, devant l'Espagne, 4 208 points, et l'Italie, 4 175 points. Chez les féminines, c'est l'Allemagne qui l'emporte nettement avec 4 145 points devant la Pologne, 3 995 points et l'Ukraine, 3913 points. Dans la catégorie espoirs, l'Italie domine chez les hommes (3 990 points) et l'Ukraine chez les femmes (3 613 points).

### Séniors

#### Hommes
| Épreuves          | Or                       | Argent                   | Bronze                 |
| ----------------- | ------------------------ | ------------------------ | ---------------------- |
| Lancer du poids   | Aleksandr Lesnoy 21,32 m | Michał Haratyk 21,18 m   | Mesud Pezer 20,71 m    |
| Lancer du disque  | Daniel Ståhl 66,81 m     | Simon Pettersson 65,81 m | János Huszák 63,45 m   |
| Lancer du marteau | Paweł Fajdek 77,30 m     | Marcel Lomnický 75,97 m  | Özkan Baltacı 75,71 m  |
| Lancer du javelot | Johannes Vetter 92,70 m  | Bernhard Seifert 80,62 m | Mart ten Berge 79,92 m |

#### Femmes
| Épreuves          | Or                       | Argent                      | Bronze                    |
| ----------------- | ------------------------ | --------------------------- | ------------------------- |
| Lancer du poids   | Anita Márton 19,12 m     | Aliona Dubitskaya 18,47 m   | Dimitriana Surdu 18,45 m  |
| Lancer du disque  | Nadine Müller 60,42 m    | Irina Rodrigues 60,39 m     | Yuliya Maltseva 59,59 m   |
| Lancer du marteau | Hanna Malyshchyk 72,62 m | Alexandra Tavernier 71,20 m | Malwina Kopron 69,54 m    |
| Lancer du javelot | Sigrid Borge 62,42 m     | Christin Hussong 60,02 m    | Katharina Molitor 59,80 m |

### Espoirs

#### Hommes
| Épreuves          | Or                      | Argent                       | Bronze                    |
| ----------------- | ----------------------- | ---------------------------- | ------------------------- |
| Lancer du poids   | Marcus Thomsen 19,61 m  | Patrick Müller 19,17 m       | Leonardo Fabbri 19,08 m   |
| Lancer du disque  | Martin Marković 63,24 m | Viktar Trus 58,66 m          | Jakob Gardenkrans 57,73 m |
| Lancer du marteau | Bence Halász 74,83 m    | Volodymyr Myslyvchuk 71,16 m | Alberto González 70,61 m  |
| Lancer du javelot | Alexandru Novac 80,73 m | Norbert Rivasz-Tóth 80,26 m  | Cyprian Mrzygłód 74,55 m  |

#### Femmes
| Épreuves          | Or                       | Argent                    | Bronze                     |
| ----------------- | ------------------------ | ------------------------- | -------------------------- |
| Lancer du poids   | Katharina Maisch 16,46 m | Sydney Giampietro 15,76 m | Eliana Bandeira 15,74 m    |
| Lancer du disque  | Marija Tolj 56,31 m      | Veronika Domjan 54,48 m   | Amy Holder 52,36 m         |
| Lancer du marteau | Réka Gyurátz 69,00 m     | Sofiya Palkina 65,97 m    | Katarzyna Furmanek 65,15 m |
| Lancer du javelot | Eda Tuğsuz 60,92 m       | Anna Tarasiuk 56,48 m     | Alina Shukh 55,02 m        |